# Perverse Karla
Pour les articles homonymes, voir Karla.
Perverse Karla est un film américain réalisé par Joel Bender et sorti en 2006. Il revient sur les crimes commis par Paul Bernardo et Karla Homolka. Le film est basé en partie sur le témoignage de Karla Homolka.

## Synopsis
Au début des années 1990 au Canada, Paul Bernardo et sa femme Karla Homolka ont notamment kidnappé, violé et tué plusieurs jeunes filles dont la jeune sœur de Karla.

## Distribution
- Laura Prepon (VQ : Pascale Montreuil) : Karla Homolka
- Misha Collins (VQ : Jean-François Beaupré) : Paul Bernardo
- Tess Harper (VQ : Élise Bertrand) : Molly Czehowicz
- Patrick Bauchau (VQ : Jean-Marie Moncelet) : Dr Arndt
- Alex Boyd (VQ : Louis-Philippe Dandenault) : Nick
- Sarah Foret (VQ : Nadia Paradis) : Kaitlyn
- Cherilyn Hayres (VQ : Kim Jalabert) : Tammy Homolka
- Kristen Swieconek (VQ : Marika Lhoumeau) : Tina McCarthy
- Anthony John Denison : Détective Burows
- Brandon Routh : Tim Peters
- Leonard Kelly-Young : Cherilyn Hayres